# Sauerbach (Aal)
Der Sauerbach ist ein Bach im Welland bei Aalen im östlichen Baden-Württemberg. Aus seinem Zusammenfluss mit dem Rombach entsteht die Aal.

## Geographie

### Verlauf
Der Sauerbach entsteht im Dreieck von Aalen-Rauburr, Aalen-Rauental und Essingen-Oberkolbenhof aus dem Zusammenfluss mehrerer, zum Teil nur zeitweilig wasserführender Gräben und kehrt sich sehr bald nach Süden. Der laut topographischer Karte oberste Punkt ständiger Wasserführung liegt auf etwa 494 m ü. NHN. Der Bach fließt östlich eng an Essingen-Forst vorbei und nimmt dabei von rechts den Forstbach auf. Nach nicht ganz der Hälfte seiner Länge wechselt er beim Bahnhof von Essingen, eine große Tongrube zu seiner Rechten lassend, dauerhaft seine Richtung und fließt als zumeist begradigtes, kleines Stufenrandgewässer vor dem Albtrauf in Richtung Ostnordosten.
Von links und aus Richtung Norden erreichen ihn bald der Katzenbach und wenig später, bereits auf Aalener Gebiet bei Sauerbach, von rechts der Erlenbach. Er trennt dann Aalen-Hofherrnweiler im Norden von einem großen Industriegebiet im Süden und fließt wenig später auf den Aalener Dürrwiesen auf 434,1 m ü. NHN, nach einer Gesamtstrecke von etwa 6,5 km, mit dem von Norden kommenden Rombach zusammen, womit die Aal entsteht.
Das Einzugsgebiet des Sauerbachs grenzt im Osten und Nordosten an das des Rombachs, im Nordwesten konkurrieren der zur Lein fließende Laubach, im Westen und Südwesten die obere Rems mit ihren Zuflüssen. Südlich liegt die stark verkarstete Alb-Hochfläche, die im Südosten aus einigen Karstquellen entwässert wird, welche den oberen Kocher speisen.
Auf dem letzten Viertel seines Laufes fließt der Sauerbach auf Aalener Gemarkung, oberhalb davon durch das Gebiet von Essingen, zwei sehr kurze Abschnitte hoch am Oberlauf ausgenommen, an denen zwei schmale Vorsprünge der Gemarkungsgrenze von Aalen ein kleines Stück weit über den Bach herüberreichen.
Bis zu seiner Wende nach Ostnordosten am Essinger Bahnhof begleiten den Bach die L 1080, danach die B 29 und die Remsbahn Stuttgart–Aalen.

### Zuflüsse
Hierarchische Liste der Zuflüsse und  Seen von der Quelle zur Mündung.
Ursprung des Sauerbachs zwischen Essingen-Oberkolbenhof und der Hohen Straße in dessen Norden im Markfeld auf etwa 494 m ü. NHN.
- Forstbach, von rechts in Essingen-Forst, 0,781 km.
- Katzenbach, von links bei Essingen-Schelhoppen, 1,897 km und 1,311 km². Entsteht östlich von Aalen-Sandberg.
  - Dickholzbach, von rechts, 0,599 km. Entsteht bei Essingen-Schnaitberg.
- Erlenbach, von rechts beim Aalener Sauerbachhof, 2,899 km und 5,360 km². Entsteht am Sportplatz in Essingen.
  - Gänsbach, von rechts, 0,606 km. Entsteht nördlich des Schradenbergs.
  - Geißwiesenbach, von rechts, 0,654 km. Entsteht im Zangfeld westlich von Essingen-Dauerwang.
  - Osterbuchgraben, von rechts, 1,972 km. Läuft durch Dauerwang.

Zusammenfluss des Sauerbachs von rechts und Westen auf den Dürrwiesen in Aalen mit dem Rombach zur Aal auf 434,1 m ü. NHN. Der Bach ist 6,4 km lang und hat ein 12,8 km² großes Einzugsgebiet.

### Flusssystem Aal
- Fließgewässer im Flusssystem Aal